# Anatkina
Anatkina är ett släkte av insekter. Anatkina ingår i familjen dvärgstritar.

## Dottertaxa tillAnatkina, i alfabetisk ordning[1]
- Anatkina anatona
- Anatkina annandalei
- Anatkina assamensis
- Anatkina attenuata
- Anatkina billingsi
- Anatkina bipunctifrons
- Anatkina candidipes
- Anatkina devia
- Anatkina extrema
- Anatkina galgala
- Anatkina helena
- Anatkina hollowayi
- Anatkina hopponis
- Anatkina horishana
- Anatkina illustris
- Anatkina indefinita
- Anatkina indiga
- Anatkina infecta
- Anatkina inflammata
- Anatkina insessa
- Anatkina interrupta
- Anatkina jocosa
- Anatkina joculator
- Anatkina kharavela
- Anatkina kotagiriensis
- Anatkina kuehi
- Anatkina lepidipennis
- Anatkina quadrilineata
- Anatkina quatei
- Anatkina samaranga
- Anatkina scitipennis
- Anatkina spenceri
- Anatkina subvexa
- Anatkina succinacea
- Anatkina tagalica
- Anatkina vespertinula